# MÁV Bzmot 601
Ez a szócikk a Ganz – Ikarus gyártmányú motorkocsikról szól. A csehszlovák gyártmányú, Bzmot sorozatú motorkocsikhoz lásd: Bzmot
Bzmot 601 a Ganz-MÁVAG – Ikarus motorkocsi személyszállításra szolgáló, két-, három-, vagy ötrészes, csuklós, zárt motorvonat jellegű jármű. A járműegységek között állandó kapcsolatot a homlokátjáró-szerkezetek, illetve az erőátvitel elemei biztosítják. A jármű legszembetűnőbb jellegzetességét az Ikarus 200-as sorozatú autóbuszaitól kölcsönzött karosszériaelemek és fődarabok jelentik.

## Története
A járművet először az 1983-as BNV-n mutatták be Ikarus 725.00 típusú ikermotorkocsiként, később a MÁV rendszerében a Bzmot 601/1 és Bzmot 601/2 pályaszámot kapta. Az ikermotorkocsit a próbák során a MÁV használta, majd a Malajziai Vasutaknak adták el. A malájoknak annyira megtetszett a jármű, hogy további darabokat rendeltek belőle, így végül összesen tíz járművet, öt darab három- és öt darab ötrészes motorvonatot szállítottak le nekik 1988-ban. 1992-ben még egy kétrészes ikerszerelvényt is eladtak a prototípussal együtt, melyeket egy maláj golfklub vett meg.

## Motor
A motorkocsit egy, illetve két kb. 250 kW teljesítményű, (az esetek többségében) hathengeres, fekvő Cummins NTA855R típusú motor hajtja. A hidraulikus hajtómű járműegységenként egy-egy tengelyt hajt, kardántengelyekkel kapcsolt kúpkerekes tengelyhajtóművek által. A kétrészes jármű egy gépes és egy motor nélküli vezetőállásos (mindkettő Ikarus 725.01 számú), a háromrészes két motoros (725.01) és egy vezetőállás, valamint motor nélküli (722.01), az ötrészes pedig két motoros (725.01), két motor nélküli (722.01) és egy vezetőállás nélküli hajtott motorkocsi (723.01) egységből áll. A gépes egység kapcsolt vége alatti tengelyhajtómű kétfokozatú (áthajtóműves), a motor nélküli egység tengelyhajtóműve egyfokozatú. Mindkét tengelyhajtómű cikloisfogazású kúpkerékhajtómű, az 1:3,125 hajtóműáttétel 100 km/h legnagyobb menetsebességet tesz lehetővé.

## Fék
A fékrendszer Knorr rendszerű, önműködő fék, SAB tuskós fékblokkokkal, kompozit féktuskókkal, rugóerőtárolós rögzítőfékkel. A SAB BFC önműködő hézagállítóval és kompozit tuskókkal szerelt fékblokkok az ágytok-konzolokon helyezkednek el, biztosítva a kerékpártengely síkjában vízszintesen támadó fékerőt. A kedvezőtlen (tapadási) viszonyok között a tapadás növelését pneumatikus homokoló berendezés szolgálja.

## Utastér, kényelem
Az utastérben a távolsági buszokban alkalmazott, kárpitozott, fejtámlás ülések találhatók, soronként két-két ülés 770 mm-es sortávolságú elrendezésben. Kívánság szerint bármilyen üléselrendezés kialakítható. A motorkocsin egy, európai jellegű WC található. Az utastéri burkolatelemek Formica jellegű műanyaglemezek. A felszálló előtereket huzatvédő paravánok választják el az utastértől. A műanyag burkolatelemek tűzállóak és könnyen tisztíthatók. A feljáróajtók elektropneumatikus működtetésű lengő-tolóajtók. Az utastéri világítást fénycsővilágítással oldották meg. Az ablakok alumíniumkeretűek, napvédő-fóliázott biztonsági üvegből készülnek.

### Szellőzés, hűtés, melegítés
Az utastér igény szerint gépi szellőzéssel és klímaberendezéssel is felszerelhető. Gépi szellőzés esetén a friss levegőt a kocsiszekrényre szerelt ventilátorok biztosítják ülés alatti elosztó légcsatornán keresztül. Hidegben a befújt levegő a kipufogógáz hőjével, vagy külön önműködő gázolajüzemű fűtőkészülékkel melegíthető.
A nem klimatizált járművek ablakainak felső része eltolható, a klimatizált járművek ablakai fix üvegezésűek.
A klimatizált járművek minden járműegységét 28 kW hűtőteljesítményű klímaberendezés hűti.